# Acalolepta annamensis
Acalolepta annamensis là một loài bọ cánh cứng trong họ Cerambycidae.